# Зарин, Александр Сергеевич
Зарин Александр Сергеевич (7 ноября 1881 — 12 мая 1942, Париж) — русский морской офицер, капитан 1-го ранга. Участник русско-японской войны, участник Первой мировой войны. В эмиграции во Франции.

## Биография
Родился 7 ноября 1881 года в дворянской семье Зариных, потомственных моряков. Дед - А. А. Зарин (1805—1872) — вице-адмирал русского императорского флота, герой обороны Севастополя, отец, капитан 1-го ранга Зарин С. А. (1846–1894). Окончил Морской кадетский корпус в 1900 году, мичман.
Участник русско-японской войны, лейтенант. С 05.07.1904 флаг-офицер при младшем флагмане 2-й эскадры флота Тихого океана контр-адмирале О. А. Энквисте на крейсерах: «Дмитрий Донской», «Алмаз», «Олег» (в бою 14 мая 1905), «Аврора». Участник Цусимского сражения. С 18.09.1905 до 19.11.1907 — старший флаг-офицер штаба младшего флагман.
Закончил Артиллерийский офицерский класс в 1908 году. С 10.11.1908 до 30.11.1909 — преподаватель артиллерийского офицерского класса Учебно-артиллерийского отряда Балтийского флота. Старший лейтенант (18.04.1910). Закончил основной (1911) и дополнительный (1912) курсы военно-морского отдела Николаевской морской академии.
С 12 апреля 1912 года и.д. старшего офицера линейного корабля «Пантелеймон», капитан 2-го ранга «за отличие по службе» (06.12.1912). С 17 декабря 1912 года старший офицер линейного корабля «Пантелеймон», с 20 мая 1914 — командир яхты «Алмаз».
Участник Первой мировой войны. Участник боя у мыса Сарыч, «Алмаз» в разведке в авангарде линейных сил первый вошёл в визуальный контакт с «Гебеном» и донёс: «Вижу неприятеля по носу» после чего начал отход. Позднее «Алмаз» использовался как гидроавиакрейсер. 28 марта 1915 года участвовал в первой бомбардировке Босфора. Капитан 1-го ранга «за отличие по службе» (30.07.1916). В августе — октябре 1916 года — представитель российского флота при румынском Верховном командовании.
После Гражданской войны в эмиграции во Франции. В 1932 году вышел из Кают-компании в Морское собрание в Париже. Умер 12 мая 1942 года в Париже. Похоронен на кладбище Сент-Женевьев-де-Буа.